# University of Maine
University of Maine (UMaine) er et universitet i den amerikanske delstat Maine. Det er etableret i 1865. UMaine har over 12.000 studerende og er dermed det største universitet i staten Maine. Af kendte personer der har gået på UMaine kan nævnes forfatteren Stephen King, filmproduceren Lawrence Bender samt vinderen af Nobels fredspris Bernard Lown.
| Skole | Spire Denne artikel om en skole, en uddannelsesinstitution eller uddannelse er en spire som bør udbygges. Du er velkommen til at hjælpe Wikipedia ved at udvide den. |

44°53′58″N 68°40′05″V / 44.8994°N 68.6681°V